# Georg Schümer
Georg Schümer (* 11. Dezember 1873 in Schüttorf; † 1. Juni 1945 ebenda) war ein evangelisch-reformierter deutscher Politiker.

## Herkunft und Beruf
Der Sohn des Schüttorfer Mühlenbesitzers und Branntweinbrenners entstammte einer dort seit dem 16. Jahrhundert ansässigen einflussreichen Familie. Wessel Georg Schümer studierte an den Universitäten Göttingen, Marburg und Berlin Theologie und Philosophie, wobei er, aus der orthodox-reformierten Grafschaft Bentheim stammend, sich theologisch der liberalen Richtung zuwandte. Schümer war kurzzeitig als Predigeramtskandidat in Schüttorf tätig. Er legte zwar das Erste theologische Examen ab, doch wechselte er wegen geringer Berufsaussichten aufgrund seiner politischen Tätigkeit sowie theologischer Bedenken gegen den Wortlaut des Ordinationsgelübdes in das höhere Lehramt. Durch weitere Studien erwarb er sich die Lehrberechtigung für die Fächer Religion, Deutsch und Latein, woraufhin Anstellungen als Lehrer in Lingen, Emden, Leer und Goslar sowie als Oberlehrer in Görlitz folgten. Seit 1903 war er in Magdeburg angestellt. Hier übernahm er 1924 die Direktorenstelle an der renommierten Lessing-Schule, die er von einer Realschule zur Oberschule ausbaute. In dieser Funktion stand ihm der Titel „Professor“ zu.

## Politisches Wirken
Seit 1898 gehörte Georg Schümer zur Führungsspitze des Nationalsozialen Vereins Friedrich Naumanns (1860–1919) in der Grafschaft Bentheim, die als protestantische Partei vor Ort die Arbeiter organisierte. Als „Adlatus“ des Berliner Publizisten Hellmut von Gerlach (1866–1935), der sich zwischen 1898 und 1903 in der Grafschaft mehrmals erfolglos um ein politisches Mandat bemühte, warb Georg Schümer, 1898 bis 1899 1. Schriftführer des nationalsozialen Wahlvereins für den Wahlkreis Lingen-Bentheim, in vielen Veranstaltungen für diese Partei und für die von ihm geförderte nationalsoziale Arbeitervereinsbewegung. Schümer nahm an den Parteitagen der Nationalsozialen als Delegierter für die Region Emsland/Bentheim, später für Ostfriesland und Görlitz teil. Dem von den Nationalsozialen geschaffenen Wahlverein für den Reichstagswahlkreis Meppen stand er bis zu seiner Amtsniederlegung im April 1899 vor.
Sein Antrag auf dem Parteitag von 1903 auf eine Fortführung der Parteiarbeit fand keine Mehrheit. Daraufhin folgte Schümer dem nationalsozialen Parteiführer Friedrich Naumann zur linksliberalen „Freisinnigen Vereinigung“. Schümer war Gründer und Vorsitzender der im Dezember 1906 konstituierten Magdeburger Ortsgruppe des sozialliberalen Vereins (Wahlverein der Liberalen), wie sich der Ortsverein der „Freisinnigen Vereinigung“ hier nannte. Zugleich fungierte er als Magdeburger Korrespondent für das ehemalige nationalsoziale Parteiblatt „Die Hilfe“ aus Berlin. Jedoch brach der Oberlehrer mit dieser neuen linksliberalen politischen Gruppierung, als sie sich dem Nationalliberalismus annäherte. So gehörte er 1908 wie Hellmuth von Gerlach zu den Mitbegründern der „Demokratischen Vereinigung“, die aber politisch erfolglos blieb. Als Förderer der Grafschafter Arbeitervereinsbewegung weilte Schümer immer wieder zu Kundgebungen im Bentheimer Land. Insbesondere vor dem Ersten Weltkrieg engagierte er sich stark im „Bund deutscher Bodenreformer“, mit dessen Leiter Adolf Damaschke (1865–1935) er aus seiner nationalsozialen Zeit bekannt war. Während des Ersten Weltkriegs trat Schümer als Kritiker der Alldeutschen und deutscher Annexionspläne hervor, so dass er unter Beobachtung kam und seine Post zensiert wurde. Das Erlebnis des Ersten Weltkriegs führte ihn zum Pazifismus. So gründete und leitete Georg Schümer in Magdeburg die dortige Ortsgruppe der „Deutschen Friedensgesellschaft“ (DFG). Weiterhin betätigte er sich im Protestantenverein und im Präsidium der „Deutschen Liga für Menschenrechte“, die er 1926 mit anderen Mitgliedern aufgrund verbandsinterner Streitigkeiten über den Führungsstil des Vorstands verließ. Zuvor war er bereits Vorstandsmitglied der 1922 von ihm gegründeten und 1924 mit der „Deutschen Liga für Menschenrechte“ fusionierten „Gesellschaft für republikanisch-demokratische Politik“ gewesen. Das langjährige Vorstandsmitglied des „Bundes deutscher Bodenreformer“ trat 1918 wie der frühere nationalsoziale Parteiführer Friedrich Naumann der linksliberalen „Deutschen Demokratischen Partei“ (DDP) bei und kam für sie 1919 im Wahlkreis Magdeburg in die Preußische Landesversammlung. Im selben Jahr wurde er Mitglied der verfassungsgebenden preußischen Kirchenversammlung, wobei er dort dem linken Flügel angehörte. Bei der preußischen Landtagswahl von 1921 kandidierte er erneut für die DDP, doch aufgrund beträchtlicher Stimmenverluste der Partei kehrte er nicht in den Landtag zurück. Schümer wechselte 1923 von der DDP zur SPD und wurde Mitglied des „Bundes der religiösen Sozialisten“ (BRSD). Überdies engagierte Georg Schümer sich in der Abstinenzbewegung, bei den „Freien Schulreformern“ sowie im „Versöhnungsbund“. Von 1920 bis zum Jahresende 1929 gehörte er dem Reichsvorstand der „Deutschen Friedensgesellschaft“ an und nahm an zahlreichen Pazifistenkongressen im In- und Ausland teil. Innerhalb der DFG repräsentierte Schümer die gemäßigte Richtung und befürwortete eine Zusammenarbeit mit der SPD und anderen Parteien. Eine einseitige Festlegung auf die politische Linke lehnte er ab. Wegen innerer Querelen und einer zunehmenden Radikalisierung des Verbandes durch die Politik des Vorsitzenden trat er aus der DFG aus, wobei ihm die Magdeburger Ortsgruppe komplett folgte. Mit ihr als Basis gründete er Ende 1929 in Magdeburg einen „Unabhängigen Kriegsgegnerbund“, dessen Vorsitzender er wurde. Er schloss sich mit seiner Magdeburger Gruppe dem „Deutschen Friedensbund“ an und persönlich 1931 dem „Evangelischen Friedensbund“. Ein erneuter Versuch, die deutschen Pazifisten zu einigen, stellte der im Dezember 1932 konstituierte „Allgemeine Deutsche Friedensbund“ dar, da die DFG, die sich politisch isoliert und ins Abseits manövriert hatte, viele Mitglieder verlor. Um ein neues Sammelbecken der deutschen Friedensfreunde aufzubauen, gründete Schümer zusammen mit dem bekannten Pazifisten Ludwig Quidde (1858–1941) diese neue pazifistische Bewegung. Der „Allgemeine Deutsche Friedensbund“ bestimmte Schümer zum Bundesvorsitzenden und Magdeburg zum Sitz der neuen Organisation. Nachdem diese zunächst Zulauf und den Beitritt bekannter Persönlichkeiten verbuchen konnte, sorgte die nationalsozialistische Machtübernahme für ein Ende des organisierten deutschen Pazifismus.
Schümer wurde 1933 in der Machtergreifungsphase von den Nationalsozialisten wegen seines politischen und pazifistischen Engagements kurzfristig verhaftet, Ende April 1933 seines Amtes enthoben und schließlich im August 1933 zwangspensioniert. In der Folgezeit beschäftigte er sich vornehmlich mit theologischen Arbeiten. So bereimte er bis 1942 alle 150 Psalmen, wovon aber nur Bruchstücke veröffentlicht wurden. Wegen seiner politischen Vergangenheit verweigerte die Magdeburger „Bekennende Kirche“ ihm die Mitgliedschaft. 1938 kehrte Schümer, der in Magdeburg unter ständiger Beobachtung stand, in seine Heimatstadt Schüttorf zurück. Seit 1942 an Krebs erkrankt, sollte er nach dem Attentat vom 20. Juli 1944 verhaftet werden, doch bewirkte sein Arzt eine Rücknahme des Haftbefehls. Sein Sohn Wilhelm Schümer (1909–1943) und seine Tochter Änne (1904–1982) gerieten gleichfalls in Konflikt mit dem NS-Staat. Da er selbst sich in Schüttorf „staatsfeindlich“ äußerte, stand er seit dem November 1939 unter Beobachtung. Im Juli 1942 wurde er vernommen, sein Haus durchsucht und Bücher wurden beschlagnahmt.

## Werke
- Schulandachten. In Verbindung mit Rudolf Richter und Karl Steyer gesammelt und zusammengestellt, Frankfurt/Main 1913.
- Grundfragen der Ethik (= Religion und Leben. Ergänzungs-Heft für die Oberstufe). Göttingen 1928.
- Lebensfragen (= Religion und Leben. Ergänzungs-Heft für die Mittelstufe). Göttingen 1929.
- Norman Percy Grubb, Karl T. Studd. Ein Bote Gottes. Bearbeitet von Wilhelm Dreisbach und Georg Schümer, 2. Auflage, Basel 1941.

Mitarbeit an der 1941 verbotenen kirchlich-biographischen Reihe Das deutsche Erbgut bzw. Das römische Erbgut. Hierfür verfasste er die Bände:
- Conrad Ferdinand Meyer. Werke. Auszüge zusammengestellt von Georg Schümer, Bad Pyrmont 1937.
- Lucius Annaeus Seneca. Werke. Auszug zusammengestellt von Georg Schümer, Bad Pyrmont 1940.
- Christoph Blumhardt. Werke. Zusammengestellt von Georg Schümer, Bad Pyrmont 1941.
- Immanuel Kant. Werke. Zusammengestellt von Georg Schümer, Bad Pyrmont 1947 (2. Auflage).

Eine Bibliographie programmatischer Zeitungsartikel G. Schümers befindet sich in: Jürgen Schäfer/Matthias Schreiber: Kompromiß und Gewissen. Der Weg des Pastors Wilhelm Schümer im Dritten Reich (= Schriftenreihe der Hans Ehrenberg-Gesellschaft, Bd. 1), Waltrop 1994, S. 128–129.